# Идесвил (Мериленд)
Идесвил (енгл. Edesville) насељено је место без административног статуса у америчкој савезној држави Мериленд.

## Демографија
По попису из 2010. године број становника је 169.
| Група             | 2000.    | 2010.      |
| Белци             | 0 (0,0%) | 72 (42,6%) |
| Афроамериканци    | 0 (0,0%) | 88 (52,1%) |
| Азијати           | 0 (0,0%) | 0 (0,0%)   |
| Хиспаноамериканци | 0 (0,0%) | 3 (1,8%)   |
| Укупно            | 0        | 169        |